# Водне поло на Чемпіонаті світу з водних видів спорту 2003
Змагання з водного поло на Чемпіонаті світу з водних видів спорту 2003 тривали з 13 до 26 липня 2003 року в Барселоні (Іспанія).

## Медальний залік

### Таблиця медалей
| Місце               | Країна                     | Золото | Срібло | Бронза | Загалом |
| ------------------- | -------------------------- | ------ | ------ | ------ | ------- |
| 1                   | США (USA)                  | 1      | 0      | 0      | 1       |
| 1                   | Угорщина (HUN)             | 1      | 0      | 0      | 1       |
| 3                   | Італія (ITA)               | 0      | 2      | 0      | 2       |
| 4                   | Росія (RUS)                | 0      | 0      | 1      | 1       |
| 4                   | Сербія та Чорногорія (SCG) | 0      | 0      | 1      | 1       |
| Загалом (5 збірних) | Загалом (5 збірних)        | 2      | 2      | 2      | 6       |

### Медалісти
| Дисципліна | Золото | Срібло | Бронза |
| ---------- | --- | --- | --- |
| Чоловіки   | Угорщина Тібор Бенедек Петер Бірош Раймунд Фодор Іштван Гергелі Тамаш Кашаш Гергель Кішш Норберт Мадараш Тамаш Молнар Барнабаш Штейнметц Золтан Сечі Тамаш Варга Жольт Варга Аттіла Варі Головний тренер Денеш Кемень | ІталіяАльберто Ангеліні Фабіо Бенчивенга Фабріціо Буонокоре Алессандро Калькатерра Роберто Калькатерра Мауріціо Фелуго Горан Фіорентіні Марко Геріні Андреа Маньянте Франческо Постільйоне Богдан Рат Карло Сіліпо Стефано Темпесті Головний тренер Паоло де Крешенцо | Сербія та ЧорногоріяАлександар Чирич Владимир Гойкович Данило Ікодинович Віктор Єленич Предраг Йокич Нікола Куляча Слободан Нікич Александар Шапич Деян Савич Денис Шефик Ваня Удовичич Владимир Вуясинович Борис Злокович Головний тренер Ненад Манойлович |
| Жінки      | США Ніколь Пейн Гезер Петрі Еріка Лоренц Бренда Вілла Еллен Естес Наталі Ґолда Марґарет Дінґелдейн Жаклін Франк Гетер Муді Робін Бореґард Амбер Стаковскі Ґабрієлл Доманік Талія Мунро Головний тренер Ґай Бейкер     | ІталіяФранческа Конті Мартіна Мічелі Кармела Аллуччі Сільвія Босурджі Еріка Лава Мануела Цанкі Таня Ді Маріо Сінція Рагуза Джузі Малато Александра Арауджо Маддалена Мусумечі Меланія Грего Ноемі Тот Головний тренер П'єрлуїджи Форміконі                            | РосіяВалентина Воронцова Наталія Шепеліна Катерина Салімова Софія Конух Олена Смурова Галина Злотникова Анастасія Зубкова Вероніка Лінькова Тетяна Петрова Ольга Турова Катерина Шишова Світлана Богданова Марія Яїна Головний тренер Юрій Мітянін          |